# 26201 Sayonisaha
26201 Sayonisaha este un asteroid din centura principală de asteroizi.

## Descriere
26201 Sayonisaha este un asteroid din centura principală de asteroizi. A fost descoperit pe 6 aprilie 1997 la Socorro, New Mexico, în cadrul proiectului LINEAR. Asteroidul prezintă o orbită caracterizată de o semiaxă mare de 2,44 ua, o excentricitate de 0,09 și o înclinație de 6,5° în raport cu ecliptica.